# 64-й кинофестиваль в Сан-Себастьяне
64-й кинофестиваль в Сан-Себастьяне проходил с 16 по 24 сентября 2016 года в Сан-Себастьяне (Страна Басков, Испания).

## Жюри Официального конкурса
Члены Жюри:
- Билле Аугуст ( Дания), режиссёр (президент жюри).
- Анаи Бернери ( Аргентина) режиссёр.
- Эстер Гарсия ( Испания), продюсер.
- Цзя Чжанкэ ( Китай), режиссёр, сценарист и продюсер.
- Бина Дайгелер ( Германия), художник по костюмам.
- Мэттью Либатик ( США), кинооператор.
- Надя Туринцев ( Франция), продюсер.

## Фильмы фестиваля

### Официальный конкурс
Участвовали 25 фильмов:
| Название                                            | Режиссёр                         | Страна                                |
| --------------------------------------------------- | -------------------------------- | ------------------------------------- |
| LA FILLE DE BREST / 150 MILLIGRAMS                  | Эмманюэль Берко                  | Франция                               |
| AMERICAN PASTORAL                                   | Юэн Макгрегор                    | США                                   |
| AS YOU ARE                                          | Miles Joris-Peyrafitte           | США                                   |
| DANGSINJASINGWA DANGSINUI GEOT / YOURSELF AND YOURS | Хон Сансу                        | Республика Корея                      |
| EIÐURINN / THE OATH                                 | Балтазар Кормакур                | Исландия                              |
| EL HOMBRE DE LAS MIL CARAS                          | Альберто Родригес                | Испания                               |
| EL INVIERNO                                         | Эмилиано Торрес                  | Аргентина Франция                     |
| IKARI / RAGE                                        | Lee Sang-Il                      | Япония                                |
| JESÚS                                               | Фернандо Гуццони                 | Франция Чили Германия Греция Колумбия |
| JÄTTEN / THE GIANT                                  | Юханнес Нюхольм                  | Швеция Дания                          |
| LA RECONQUISTA                                      | Хонас Труэба                     | Испания                               |
| LADY MACBETH                                        | Уильям Олдройд                   | Великобритания                        |
| NOCTURAMA                                           | Бертран Бонелло                  | Франция Германия Бельгия              |
| ORPHELINE / ORPHAN                                  | Арно де Пальер                   | Франция                               |
| PLAC ZABAW / PLAYGROUND                             | Бартош Ковальский                | Польша                                |
| QUE DIOS NOS PERDONE                                | Родриго Сорогойен                | Испания                               |
| WO BU SHI PAN JINLIAN / I AM NOT MADAME BOVARY      | Фэн Сяоган                       | Китай                                 |
| Вне конкурса:                                       |                                  |                                       |
| L’ODYSSÉE / THE ODYSSEY                             | Жером Салль                      | Франция Бельгия                       |
| A MONSTER CALLS                                     | Хуан Антонио Байона              | Испания                               |
| COLOSSAL                                            | Начо Вигалондо                   | Канада                                |
| SNOWDEN                                             | Оливер Стоун                     | США Германия Франция                  |
| Специальные показы:                                 |                                  |                                       |
| BIGAS X BIGAS                                       | Бигас Луна, Сантьяго Гарридо Руа | Испания                               |
| KIMI NO NA WA / YOUR NAME                           | Макото Синкай                    | Япония                                |
| MANDA HUEVOS                                        | Диего Галан                      | Испания                               |
| VIVIR Y OTRAS FICCIONES                             | Хо Соль                          | Испания                               |

## Лауреаты

### Официальные премии
Официальные премии — 2016:
- Золотая раковина: Wo Bu Shi Pan Jinlian / I Am Not Madame Bovary, реж. Фэн Сяоган.
- Специальный приз жюри: El Invierno (The Winter), реж. Эмилиано Торрес, также как и Jätten / The Giant, реж. Юханнес Нюхольм.
- Серебряная раковина лучшему режиссёру: Хон Сансу (Dangsinjasingwa Dangsinui Geot / Yourself And Yours).
- Серебряная раковина лучшей актрисе: Фань Бинбин (Wo Bu Shi Pan Jinlian / I Am Not Madame Bovary).
- Серебряная раковина лучшему актёру: Эдуард Фернандес (El Hombre De Las Mil Caras (Smoke And Mirrors)).
- Приз жюри лучшему оператору : Рамиро Сивита[англ.] (El Invierno (The Winter)).
- Приз жюри за лучший сценарий : Исабель Пенья и Родриго Сорогойен (Que Dios Nos Perdone (May God Save Us)).

### Почётная награда — «Доностия» за вклад в кинематограф
Вручена 2 американским актёрам:
- Сигурни Уивер,
- Итан Хоук.